# Saint-Seurin-de-Cursac
Saint-Seurin-de-Cursac är en kommun i departementet Gironde i regionen Nouvelle-Aquitaine i sydvästra Frankrike. Kommunen ligger i kantonen Blaye som tillhör arrondissementet Blaye. År 2022 hade Saint-Seurin-de-Cursac 773 invånare.

## Befolkningsutveckling
Antalet invånare i kommunen Saint-Seurin-de-Cursac
Referens:INSEE